# Slopy
Slopy jsou přírodní rezervace v katastrálním území obce Dobrá Voda, okres Trnava v Trnavském kraji. Vyhlášena byla v roce 1993 a její rozloha je 153,87 hektaru. Předmětem ochrany je krasové údolí v Brezovských Karpatech, budované triaskými vápenci a dolomity s výskytem krasových pramenů. Na ně jsou vázaná pestrá lesní společenstva prvního až čtvrtého vegetačního stupně s bukem, dubem, javorem a lípou. Na skalách jsou patrné povrchové krasové formy jako škrapy a krasové jámy. Součástí chráněného území je zřícenina hradu Dobrá Voda. Rezervace je součástí chráněné krajinné oblasti Malé Karpaty.